# Flamme (collection de romans policiers)
Flamme, aussi appelée Noire et rouge ou Sexy noir, est une collection littéraire de l'éditeur Fleuve noir ayant publié entre 1949 et 1953 des romans policiers dans la veine érotique. 47 titres ont été publiés. Le logo rouge sur la couverture a donné à la collection son surnom de Flamme. Il est créé par le dessinateur Mouminoux.